# 大場康宣
大場 康宣（おおば やすのぶ、1947年11月6日 - 2024年4月15日）は、日本の元政治家。世田谷区議会議長（議員5期）。東京都議会議員（3期）、無所属（東京都議会自由民主党）。選挙運動や自身のホームページ等では 大場 やすのぶ の表記も用いられる。

## 来歴
世田谷区野沢で、金物店の長男として生まれる。世田谷区立旭小学校、世田谷学園中学校、世田谷学園高等学校、1970年 駒澤大学経済学部商学科を卒業後、大場百貨店に入社。1989年 大場百貨店（ホームショップオオバ）代表取締役に就任。
1995年 世田谷区議会議員に初当選し、世田谷区議会議長（議員5期）をつとめる。
2012年 東京都議会議員補欠選挙に当選、翌13年 再選。2016年末に他の2人とともに自民党会派を離脱し、翌2017年1月に新会派・新風自民党を3人で結成。2017年東京都議会議員選挙では新風自民党の他メンバーが都民ファーストの会に移籍するなか自民党に残留し、3回目の当選を果たした。当選後一人会派「無所属（新風自民党）」を結成。2018年1月に自民党会派に復帰した。
2024年4月15日死去。

## 不祥事
2020年8月、街頭に張られていた世田谷区議会議員の男性のポスターをはがしたとして警視庁成城警察署に器物損壊の疑いで書類送検された。

## 略歴
- 1970年 駒澤大学経済学部商学科 卒業、（株）大場百貨店 入社
- 1989年 （株）大場百貨店（ホームショップオオバ）代表取締役 就任
- 1995年 世田谷区議会議員 初当選3,937票 12位（保守系無所属）
- 1999年 世田谷区議会議員 2期目当選6,937票 4位（自由民主党公認）
- 2003年 世田谷区議会議員 3期目当選4,716票 9位（自由民主党公認）
- 2007年 世田谷区議会議員 4期目当選4,988票 14位（自由民主党公認）
- 2007年 第56代 世田谷区議会議長 就任（～2008年）
- 2011年 世田谷区議会議員 5期目当選9,617票 1位（自由民主党公認）
- 2012年 東京都議会議員補欠選挙 初当選174,794票 1位（自由民主党公認）
- 2013年 東京都議会議員選挙 2期目当選28,638票 3位（自由民主党公認）
- 2017年 東京都議会議員選挙 3期目当選18,048票 8位[6]
- 2021年 東京都議会議員選挙 落選[7]